# Bridgit Mendler
Bridgit Claire Mendler (Washington D.C., 18 december 1992) is een Amerikaans zangeres en actrice. Ze is bekend geworden door haar rol als Teddy Duncan in de serie Good Luck Charlie en in Wizards of Waverly Place als Juliet van Heusen. Het zijn beide series van Disney Channel.

## Leven en carrière
Bridgit is geboren in Washington D.C. en is verhuisd met haar familie naar San Francisco, toen ze acht jaar oud was. Toen ze daar was was ze erg geïnteresseerd in acteren en begon ze met oefenen. Toen ze dertien jaar was, kreeg ze een contract bij een agent in Los Angeles en een rol in de film General Hospital. In 2008 speelde Bridgit de rol van Kristen Gregory in de film The Clique. In 2009 kreeg ze een rol in een van de afleveringen van de Disney Channel serie Jonas. In hetzelfde jaar kreeg ze een rol in de film Labor Pains samen met Lindsay Lohan.
Ze heeft ook acht keer een gastrol gekregen in de serie Wizards of Waverly Place als Juliet Van Heusen, een vampier waar Justin Russo (David Henrie) verliefd op werd.In 2011 speelt ze een hoofdrol in de Disney Channel-serie Good luck Charlie als Teddy Duncan, de zus van Charlie Duncan (Mia Talerico), PJ Duncan (Jason Dolley) en Gabe Duncan (Bradley Steven Perry), de dochter van Amy Duncan (Leigh-Allyn Baker) en Bob Duncan (Eric Allan Kramer). De première van Good luck Charlie was op 4 april 2010.
In 2011 speelde ze de rol van Olivia White in de Disney-Original film Lemonade Mouth (film).
Bridgit heeft het themalied gezongen voor Good luck Charlie, Hang In There Baby. Ze heeft ook een lied gezongen voor Toy Story 2, When She Loved Me. Daarnaast heeft ze een lied opgenomen voor de film Tinker Bell and the Great Fairy Rescue, How to Believe. Later in 2010 heeft Bridgit een lied geschreven en geproduceerd, This Is My Paradise, voor de film Beverly Hills Chihuahua. De première was op Disney Channel op 19 december 2010. Op 10 augustus 2012 werd de officiële video van Bridgit's single Ready or not onthuld.

## Filmografie
| Jaar | Film                                    | Rol             |
| ---- | --------------------------------------- | --------------- |
| 2004 | The Legend of Buddha                    | Lucy            |
| 2007 | Alice Upside Down                       | Pamela Jones    |
| 2008 | The Clique                              | Kristen Gregory |
| 2009 | Labor Pains                             | Emma Clayhill   |
| 2009 | Alvin and The Chipmunks: The Squeakquel | Becca Kingston  |
| 2011 | Beverly Hills Chihuahua 2               | Appoline        |
| 2011 | Lemonade Mouth                          | Olivia White    |
| 2011 | Good Luck Charlie, It's Christmas!      | Teddy Duncan    |
| 2012 | The Secret World of Arrietty            | Arrietty        |

## Televisie
| Jaar | Serie                    | Rol                                                        |
| ---- | ------------------------ | ---------------------------------------------------------- |
| 2006 | General Hospital         | Lulu's droomdochter                                        |
| 2009 | Jonas                    | Penny Ken                                                  |
| 2009 | Wizards of Waverly Place | Juliet Van Heusen is de vampier vriendin van Justin Russo. |
| 2010 | Good Luck Charlie        | Teddy Duncan is de 2de oudste van de kinderen.             |
| 2011 | So Random!               | Olivia/Zichzelf                                            |
| 2011 | Lemonade Mouth           | Olivia is de zangeres van de band.                         |
| 2012 | House                    | Aflevering 165: Runaways                                   |
| 2013 | Violetta                 | Zichzelf                                                   |
| 2014 | Undateable               | Candace                                                    |

## Videogames
| Jaar | Titel                    | Rol   |
| ---- | ------------------------ | ----- |
| 2006 | Bone: The Great Cow Race | Thorn |

## Discografie

### Singles
| Single met eventuele hitnotering(en) in de Nederlandse Top 40 | Datum van verschijnen | Datum van binnenkomst | Hoogste positie | Aantal weken | Opmerkingen                 |
| ------------------------------------------------------------- | --------------------- | --------------------- | --------------- | ------------ | --------------------------- |
| Ready or not                                                  | 2013                  | 18-05-2013            | 34              | 3            | Nr. 79 in de Single Top 100 |

| Single met hitnotering(en) in de Vlaamse Ultratop 50 | Datum van verschijnen | Datum van binnenkomst | Hoogste positie | Aantal weken | Opmerkingen |
| ---------------------------------------------------- | --------------------- | --------------------- | --------------- | ------------ | ----------- |
| Ready or not                                         | 2013                  | 26-01-2013            | tip10           | -            |             |
| Hurricane                                            | 2013                  | 08-06-2013            | tip65           | -            |             |